# Entrophospora baltica
Entrophospora baltica är en svampart som beskrevs av Blaszk., Madej & Tadych 1998. Entrophospora baltica ingår i släktet Entrophospora och familjen Acaulosporaceae.   Inga underarter finns listade i Catalogue of Life.